# NGC 1555

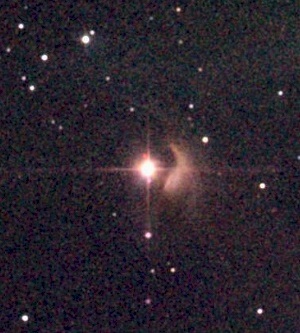
NGC 1555 (2MASS)

NGC 1555, nota anche come Nebulosa Variabile di Hind, è una nebulosa a riflessione visibile nella costellazione del Toro.
Si tratta della nebulosa che circonda la ben nota e studiata T Tauri, la stella prototipo di un'importante classe di stelle variabili, le variabili T Tauri; la sua posizione si individua con facilità, circa 3°20' a WNW di ε Tauri, di magnitudine 3,53 e che costituisce il vertice settentrionale dell'ammasso aperto delle Iadi. A partire dagli anni trenta la sua luminosità è gradualmente aumentata, mostrandosi come un chiaro alone arcuato sul lato occidentale della stella illuminatrice.
Nel 1958 fu osservata da Otto Struve anche un'altra nebulosa associata a T Tauri, catalogata poi come NGC 1554; tuttavia, nel giro di circa dieci anni scomparve completamente. Probabilmente potrebbe essersi trattato di una nebulosa transiente nella regione che è stata illuminata dalla radiazione delle stelle vicine: in particolare Struve fa riferimento a una stella di quattordicesima magnitudine; questa nube, non più osservabile, viene pertanto chiamata "Nebulosa Perduta di Struve". Le moderne carte celesti tendono spesso a unire queste due nebulose sotto l'unica designazione NGC 1554/5. La regione di T Tauri e le nebulose ad essa associate si trovano a una distanza di circa 576 anni luce.